# Praia do Coqueiro (Alcobaça)
A Praia do Coqueiros, ou Praia dos Coqueiros, é uma praia semi-urbana localizada após o Farol de Alcobaça, em direção a Prado. Essa área, apesar de estar repleta de loteamentos e empreendimentos turísticos, é pouco habitada. Isso garante paisagens tranquilas e bucólicas.
Há vários empreendimentos turísticos (condomínios, pousadas e clubes) numa área que há 20 anos começou a ser explorada turisticamente pela Minas Caixa. No verão, naturalmente, essa área é bastante frequentada, mas no resto do ano reina a mais absoluta tranquilidade. Tanto no verão como fora de temporada, muitos turistas procuram a Praia do Coqueiro para visitar os estabelecimentos.